# Javanesisk mungo
Javanesisk mungo (Urva javanica syn. Herpestes javanicus) är en däggdjursart som först beskrevs av É. Geoffroy Saint-Hilaire 1818. Herpestes javanicus ingår i släktet Herpestes och familjen manguster. IUCN kategoriserar arten globalt som livskraftig.

## Utseende
Javanesisk mungo liknar andra arter av samma släkte. Den har en spetsig nos och en lång svans. När djuret reser kroppens hår känns det dubbelt så stort som vanlig. Artens vikt är 0,3 till något över 0,6 kg. Hanar är med en kroppslängd (huvud och bål) av 54 till 67 cm något större än honor som når 51 till 58 cm längd. Pälsen är mörkbrun med flera gula hår inblandade som ser ut som små ljusa prickar. Varje fot har fem tår som är utrustade med klor som inte kan dras tillbaka. Svanslängden för släktet Herpestes anges med 20 till 51 cm.

## Utbredning och habitat
Denna mangust förekommer i Asien från centrala Irak till södra Kina och till Malackahalvön. Arten hittas även på Java, Sumatra och Hainan. Dessutom blev den introducerad i Västindien, på Hawaii, i Kroatien, i Japan och på flera öar i Oceanien. Javanesisk mungo hittas i låglandet och i upp till 3000 meter höga bergstrakter. Habitatet utgörs främst av öppna fuktiga skogar samt gräs- och buskmarker men arten kan anpassa sig till andra regioner.

## Ekologi
Arten är liksom flera andra manguster allätare som livnär sig av små ryggradsdjur, olika ryggradslösa djur och växtdelar. I några delar av utbredningsområdet utgör insekter huvudfödan och i andra delar överväger frukter.
Individerna lever allmänt ensam. Undantag är relationer för parning och ibland bildar hanar mindre grupper som även delar bo. Javanesisk mungo är nästan uteslutande aktiv på dagen.
Fortplantning sker under årets varma månader som varierar beroende av på vilken sida av ekvatorn populationen lever. Honan kan ha upp till tre kullar per år. En genomsnittlig kull har två ungar och upp till fem ungar förekommer. Dräktigheten varar 42 till 50 dagar och cirka fem veckor efter födelsen slutar honan med digivning. Några hanar blir redan efter 4 månader könsmogna och för honor infaller könsmognaden efter cirka 10 månader. I naturen blir javanesisk mungo upp till fyra år gammal. Med människans vård kan den leva åtta år.

## Underarter
Arten delas in i följande underarter:
- H. j. javanicus
- H. j. auropunctatus
- H. j. exilis
- H. j. orientalis
- H. j. pallipes
- H. j. palustris
- H. j. peninsulae
- H. j. perakensis
- H. j. rafflesii
- H. j. rubrifrons
- H. j. siamensis
- H. j. tjerapai